# インデペンデンス・デイ
『インデペンデンス・デイ』（Independence Day）は、1996年のアメリカ合衆国のSF映画。監督はローランド・エメリッヒが務め、セントロポリス・エンターテインメントによって製作、20世紀フォックス映画によって配給された。
本作には、多くのSF映画やパニック映画へのオマージュが見られる。特にストーリーはH・G・ウェルズの『宇宙戦争』からの引き写しといえるようなものだが、『宇宙戦争』の宇宙人は地球人の思惑と無関係に（自然の）細菌によって敗北するのに対して、インデペンデンス・デイの宇宙人は地球人の意図的なコンピューター・ウイルス攻撃によって敗北するといった違いがある。2016年6月24日に続編『インデペンデンス・デイ: リサージェンス』が公開された。

## あらすじ
アメリカ独立記念日を控えた7月2日、直径24kmにも及ぶ円盤型の宇宙船（シティ・デストロイヤー）がニューヨーク、ロサンゼルス、ワシントンD.C.などアメリカや世界中の大都市上空に出現した。世界中が混乱に陥る中、ホイットモア大統領率いるアメリカ政府は国民の不安を鎮めるべく、宇宙人との交信を試みるが、ケーブルテレビの技師デイヴィッドは衛星通信にノイズとして隠されていた信号が宇宙人同士の攻撃指令であることを察知する。デイヴィッドは離婚した妻でホワイトハウス首席報道官を務めるコニーの助力を得てホイットモアと会見し、それを伝えるも、アメリカ政府が彼らが侵略者であることを理解した時には既に遅かった。宇宙船の主砲攻撃によって主要な大都市は爆発し、破壊され、廃墟と化してしまう。
7月3日、戦闘機による宇宙船への反撃が開始されるも、宇宙船のバリアーに攻撃を無効化され、ロサンゼルスに向かった海兵隊航空部隊はスティーブン・ヒラー大尉を除いて全滅する。NORAD（司令部）も破壊されたアメリカ政府首脳部は、かつて捕獲した宇宙人や小型宇宙船戦闘機（アタッカー）を秘密裏に研究している秘密施設「エリア51」に避難する。ヒラー大尉が捕虜にした宇宙人との対話を通じて、彼らの狙いが地球人類の根絶やしと地球資源の収奪であることを知ったホイットモア大統領は、廃墟と化したヒューストンでの核兵器の使用を決断するが、宇宙船のバリアーは核攻撃さえも阻むのだった。
独立記念日の7月4日、もはや人類に打つ手なしと思われた。そんな折、デイヴィッドが父ジュリアスと交わした何気ない会話をきっかけに、宇宙人が地球の人工衛星を利用したように、人類の側からコンピューターウイルスを彼らのマザーシップに感染させ、バリアーを一時的に無効化し、その間に全世界で一斉攻撃する反撃作戦を思いつく。ホイットモア大統領もこの作戦に全てをかける決断を下し、世界各国に短波無線のモールス信号でその計画を伝達して協力を取り付ける。
ヒラー大尉とデイヴィッドはエリア51で研究されていたアタッカーに搭乗してマザーシップへ向かう。ホイットモア大統領や、かつて宇宙人に誘拐されたと主張する飲んだくれのラッセル・ケイスら寄せ集めのパイロットたちはエリア51に接近してくるシティ・デストロイヤーの迎撃へ出撃し、最後の戦いに挑む。
アタッカーに搭乗した二人は目論見通りマザーシップ内に侵入し、駐機するとコンピューターウイルスを発信する。一旦は失敗したかのように思われたが、バリアーの無効化は成功し、パイロットたちはシティ・デストロイヤーへの攻撃を開始する。シティ・デストロイヤー側も迎撃のためアタッカーを出撃させ、壮絶な空中戦が展開される。パイロットたちは多数のミサイルを撃ちこむものの有効打は与えられず、ついにシティ・デストロイヤーが主砲を発射しようとした時、最後のミサイルを引っ提げて飲んだくれのケイスが駆けつける。だが、ミサイルはパイロンの故障により発射出来なくなった。彼は意を決し、家族への別離の言葉を残すと、戦闘機ごと発射直前の主砲の砲口へと突入する。ケイスの犠牲によってシティ・デストロイヤーは崩壊し、人類は反撃に成功した。砲塔が弱点であると全世界に伝えられ、人類の反抗により世界中の宇宙船は落とされ、マザーシップもヒラー大尉とデイヴィッドが艦内から撃ち込んだ核ミサイルの炸裂で壊滅した。辛くも地球へ帰還した二人は験担ぎの葉巻に火を点けて脅威が去ったと祝杯を挙げるのだった。

## 登場人物

### 主要人物
デイヴィッド・レヴィンソン
MITを卒業した天才エンジニアだが出世欲や野心とは無縁で、現在はニューヨークのケーブルテレビ放送局に技師として勤務している。衛星通信にノイズとして隠されていた信号が宇宙人の暗号であることを突き止め、彼らの目的が侵略であることを誰よりも早く理解する。現大統領のホイットモアが、大統領就任前に妻のコンスタンスに手を出したと誤解して殴り合いの諍いとなり、以来ホイットモアとは犬猿の仲となり、妻とも離婚。エコロジストでありゴミの分別にうるさく、環境に多大な悪影響を与える核兵器の使用には断固反対の立場であった。
劇中の終盤、核攻撃を実施しながらも効果がなく、打つ手がなくなったため絶望的になっていたところ、父のジュリアスとの会話で宇宙人反撃のヒントを得て、反撃作戦を立案する。
飛行機に弱く、エアフォースワンの機内では乗り物酔いに悩まされていた。このため終盤でマザーシップへ乗り込む作戦に出撃する際に、ジュリアスから「念のため」と嘔吐用パックを渡されている。
トーマス・J・ホイットモア大統領
アメリカ合衆国大統領。元戦闘機パイロットで、湾岸戦争の英雄。その後政治家に転身するが政治の世界で悪戦苦闘し、支持率が40%にまで落ちてしまう。当初エイリアンに対し融和的な姿勢で臨むが、デイヴィッドの警告や接触を試みたヘリが攻撃されたことから、彼らが敵対的な存在であると判断する。
ヒラー大尉が捕まえたエイリアンとの対話によって、彼らが交渉の余地がない侵略者であることを確信する。そのため核攻撃を承認するのだが、何も損害を与えられなかったことから攻撃の継続を主張するアルバートを退け、作戦の中止を命じる。
その後妻マリリンとの死別により失意の底に沈んでいたが、デイヴィッドが立案した反撃作戦に、パイロットが不足していたことから戦力となるべく自ら志願・参加する。そして作戦が成功に終わった後、娘パトリシアから祝福された。
スティーブン・ヒラー大尉
アメリカ海兵隊第314戦闘攻撃飛行中隊（VMFA-314、通称ブラックナイツ）所属のF/A-18戦闘機パイロット。長らく宇宙飛行士を夢見てNASAに志願してもいるが叶わずにいる。宇宙人の襲撃時に飛行部隊を率い、ロサンゼルスを攻撃した巨大円盤の迎撃に向かうが僚機がすべて返り討ちに遭い、自らを追跡してきたアタッカーを奇策で撃破。自身は機体から緊急脱出して地上に降下し、撃破されたアタッカーに乗っていた宇宙人を捕獲して、現場近くのエリア51にたどり着く。その後配属先のエルトロ基地が壊滅したことを知りショックを受けるものの、恋人ジャスミンとエルトロ基地で合流する約束を思い出し、ヘリで基地へ向かい彼女と再会する。後にデイヴィットと共にマザーシップに乗り込み、その過程で宇宙飛行を自らの手で行う。
縁起を担ぐタイプで、マザーシップに乗り込む作戦の際にはブラックナイツで出撃時に渡される勝利の葉巻が無いのに気付くが、ジュリアスから彼の最後の2本の葉巻を受け取った。
ラッセル・ケイス
かつてベトナム戦争で戦闘機乗りだった経歴を持つ。
現在はロサンゼルスの郊外で農薬散布業を営む軽飛行機パイロットで、昼間から酒浸りの冴えない初老男。10年前に宇宙人に誘拐（アブダクション）されたと主張し、周囲の人々からは変人扱いされているが、家族を心から愛している。
反撃作戦の行動が映画版（正確には劇場公開版および後述の#ソフト化）と小説版では異なっている。
劇場公開版では迎撃作戦に志願・参加し、その変人ぶりから周囲に不安を抱かせつつも、エリア51にあったF/A-18戦闘機に乗り込む。シティ・デストロイヤーが主砲を発射しようとした際、他の機体がミサイルを全て撃ち尽くしていた中、唯一ミサイル1発を残していたが、発射装置の故障により発射されなかった。だが家族のために意を決して、戦闘機ごと主砲へと体当たりし壮絶な最期を遂げる。同時にシティ・デストロイヤーを撃破したことにより、人々から英雄と称えられた。
小説版では10年前に実際にアブダクションに遭ったとされ、その詳細と事件後から精神を病み人生を転落していく様が彼の回想によって描かれている。基地にあった最も大きい爆弾を自らの軽飛行機に括り付けて人類側の反撃作戦に紛れ込み、敵宇宙船の主砲に対して体当たりを敢行、復讐と名誉回復を果たした。

### 政府・軍関係者
コンスタンス・スパノ
ホワイトハウス首席報道官。愛称コニー。
デイヴィッドの元妻。デイヴィッドとは対照的に勝気で上昇志向が強い。政治運動に熱心で、家庭・夫婦関係を省みることがなくなっていった。ホイットモア大統領が大統領選立候補した際、スタッフとして参加。ホイットモア候補に傾倒していたため、デイヴィッドから浮気を疑われ離婚を選択する。
マリリン・ホイットモア
ファーストレディ。ロサンゼルスで宇宙人の攻撃に遭い、乗っていた脱出用のヘリコプターが墜落して致命傷を負う。通りかかったジャスミンたち避難民に救助されるものの、エリア51へ搬送後に息を引き取る。
ミッチェル空軍少佐
大統領にエリア51の案内をした同基地の総責任者。コンスタンスの提案を受けて、地上の敷地内にいた民間人避難者を地下へと避難させた。
ブラキッシュ・オーキン(地上波版ではオークン)博士
エリア51の宇宙人研究者。エイリアンが現れてからアタッカーの研究が急進したことを喜々として語り、その不謹慎な態度をホイットモアから叱責された。研究のためエリア51の外へなかなか出ることが出来ず、そのためか言動が少々浮世離れしている。スティーブンが捕獲したエイリアンの調査を行うが、意識を取り戻したエイリアンに首を絞められ声帯を利用される。劇中では死亡したかのように描写されたが、続編で再登場する。
ミルトン・アイザックス博士
オーキンの同僚の医学者。オーキンと違いまともなタイプの人物。
作中では搬送されてきたマリリン・ホイットモアの手術を執刀。また、オーキンが倒れたあとは、彼がエリア51の研究者たちを纏める。
小説版ではエイリアンが意思の疎通にテレパシーを用いている仮説を立てていた。
ウィリアム・グレイ将軍
アメリカ国防総省の統合参謀本部議長を務める海兵隊大将。エイリアン襲来時に大統領執務室にて大統領に最後まで同行すると進言するなど猛将タイプの人物。
ジミー・ワイルダー大尉
ヒラーの親友で、同僚の海兵隊パイロット。スティーブンと共に円盤へ攻撃を仕掛けるも、叶わないと見て退却するが、追撃してきたアタッカーを振り切ろうと高速で上昇を試みたため呼吸困難に陥り酸素マスクを外してしまう。直後に撃墜され死亡。
アルバート・ニムジッキ国防長官
攻撃してきた巨大円盤に対する核攻撃を進言したタカ派。元CIA長官で、政権内で唯一エリア51の実状を知っており、真実をぎりぎりまで隠蔽していた（本人曰く、「記者会見で下手な嘘をつく必要が無くなる」「敵に対して味方の戦力がそれほど無力だとは思っていなかった」とのこと）。
核攻撃を実施した際、失敗したにもかかわらず継続を主張するなど、頑迷な性格が強く表れている。しかし核攻撃が失敗して、打つ手がないと判明すると以降は消極的な姿勢を取るようになり、デイヴィッドの立てた作戦にも反対する。その結果、ホイットモアの逆鱗に触れてしまい、国防長官の職を解任される。
小説版ではホイットモアと彼の周囲のスタッフに精神的に揺さぶりをかけて主導権を握ることを画策し、CIA長官時代に自身の権力闘争の手札とするためエリア51の情報隠蔽に関わるなど、冷徹な野心家としての面が強調されている。

### 民間人
ジャスミン・ダブロウ
スティーブンの恋人。報酬がいいストリッパー稼業をしながら、一人息子のディランを育てている。自分とスティーブンとの仲が彼の昇進の妨げになることを恐れている。
ロサンゼルスでの宇宙人からの最初の攻撃をトンネルの避難通路に逃げ込むことで生き残り、スティーブンが配属されているエルトロ基地へ生存者を救出しながら向かっている最中、マリリンを救助する。基地へ到着するものの、既に壊滅しており途方に暮れるが、スティーブンがヘリで駆け付けたことによって彼と再会する。
ジュリアス・レヴィンソン
デイヴィッドの父親。NYに住んでいたが、デイビッドに連れ出され最初の攻撃から難を逃れる。ユダヤ教徒。政府によるロズウェル事件の隠蔽工作を疑っている。本来は優しい人物だが、妻との死別をきっかけに信仰を捨て、他人にも刺々しく当たるようになる。劇中の終盤、彼の何気ない一言が人類の危機を救う鍵となる。
息子とは異なり自動車の運転免許を持っているが、違反レベルの速度を出さずに安全運転で走る主義。
ミゲル・ケイス
ラッセルの息子。17歳。
小説版ではラッセルの亡き妻マリアの連れ子であり、ラッセルとは義理の父子。過去の出来事と現在のていたらくからラッセルに反発している。そのためラッセルを父親と認めておらず、普段は彼を名前で呼ぶ（地上波版では初めから「親父」、ソフト版ではラッセルが戦死する直前に「父ちゃん」と呼んでいる）。
アリシア・ケイス
ラッセルの娘。14歳。
小説版ではミゲルと同じくマリアの連れ子。
トロイ・ケイス
ラッセルの息子。11歳。
小説版ではラッセルの唯一の実子。義理の兄と姉からも肉親同様に愛されている。副腎皮質に障害を抱えており、定期的な投薬を必要としている。
マーティ・ギルバート
デイヴィッドの同僚。母親を溺愛している。デイヴィッドが宇宙人の目的を最初に明かした人物。町からの脱出を図るが、シティ・デストロイヤーの攻撃時には渋滞の車列から抜けられず、火炎に巻き込まれ死亡。

### エイリアン
エイリアン
地球人を遥かに凌駕する高度な科学力・軍事力を持ちつつも、和平や、共存の概念がなく、数々の惑星を征服しては、資源を喰い尽くすと、次の惑星を目指して宇宙を放浪することを繰り返してきた凶悪な種族（劇中でホイットモアは「蝗害」に例えている）。実は以前から、地球と人類の調査を重ねて綿密な攻撃計画を練っており、過去に墜落死した数体が「エリア51」に保管されていた。
劇中の描写、および小説版での記述から、人類とは違った科学技術の発展をしており、アタッカーやバイオスーツは、生物が元になっていることなど、特にバイオテクノロジーに精通していると推測される。また、後述するマザーシップとシティ・デストロイヤーとの通信に関しては、地球と同じく電波通信のテクノロジーを用いている模様であるが、人類側も墜落したアタッカーを解析して、そういった技術を発展させてきたことが示唆されている。
戦闘の末不時着した1体がスティーブンに気絶させられ、エリア51に運ばれる。その後、オークンらによってバイオスーツを脱がされている途中で突如意識を取り戻し、オークンを昏倒させるが、ミッチェルたちに射殺される。
外見はごく一般的に知られているグレイに近い外見で、後頭部には平たい突起物を持つ。地球人と同様に酸素を必要としているが、目以外に人類と同様の感覚器官は見られない。体格は地球人よりも小型で細身であり、劇中のオークンの台詞によれば、墜落の衝撃で死亡したことから、身体の丈夫さは人類と大きな差はないとされ、実際スティーブンに殴られて容易に気絶する、拳銃で射殺されるなど、身体能力はあまり高いとは言えない。また、一種のテレパシーと似た能力で他者との意思疎通を計る。地球人にも強力なテレパシーを送り、思念を一瞬にして転送することが可能であり、その副作用からか人間側は激しい頭痛を引き起こす表現がある。
劇中で彼らが使用する宇宙船の類は、地球の航空機や宇宙ロケットとは異なり、翼の揚力やロケットエンジンの類を用いずに、宇宙空間や大気や重力のある空間を航行したり、空中で静止する様子が描かれているが、続編において重力制御技術を有していたことが明言されており、同時に核融合システムも有していたことが明かされている。

## 登場兵器・メカニック

### 人類側
VC-25大統領専用機
エアフォースワンの通称を持つ政府専用機。デビッドの暗号解読によってエイリアンの目的を指摘した直後に、ホイットモアらの脱出に使用。シティ・デストロイヤーの主砲発射から、間一髪で難を逃れ、その後はエリア51へと向かう。基地着陸後の後は登場しない。
オハイオ級原子力潜水艦「ジョージア」
ペルシャ湾内で警戒中、レーダーも赤外線モニターも攪乱されるという危機的状態を報告する。
E-3早期警戒管制機
西海岸から偵察のために飛び立ち目標に到達するも、大気圏に突入したシティ・デストロイヤーからの噴炎に巻き込まれて爆発する。
F/A-18A/C戦闘攻撃機
人類側が空中戦で使用する戦闘機の主力として登場。
CH-54輸送ヘリコプター
エイリアンとの意思疎通に電光掲示板をぶら下げて飛行するも、撃墜される。
UH-1汎用ヘリコプター
エイリアンとの意思疎通を行うCH-54を護衛するも、撃墜される。またスティーブンがエリア51から強奪し、搭乗する。
B-2ステルス戦略爆撃機
ヒューストン上空のシティ・デストロイヤーに対し、核ミサイルによる核攻撃を行う。
LAV-AD対空装甲車
B-2による核ミサイル攻撃の戦果を観測するために登場。
F-14艦上戦闘機
本来は海軍の機体であるが、映画版の作中ではアメリカ海兵隊の基地内に駐機している。最終決戦でも飛行シーンがある。
AV-8B ハリアー II短距離離陸垂直着陸攻撃機
最終決戦に向かう戦闘機群の中に確認できる。
F-16多用途戦闘機
エイリアンの襲撃を受けるエルトロ基地内に駐機している。最終決戦後、エリア51に着陸した機体もあるので、最終決戦にも参戦した模様。
F-15制空戦闘機
映画版では、VC-25の近くを護衛のために飛行している姿のみで戦闘シーンはなかったが、小説版では主力兵器として登場する。エリア51付近の基地に放棄してあった30機が使用されるほか、イスラエル空軍の所属機も登場している。
X-29実験機
小説版で登場。囮として飛行した模様。
XV-15ティルトローター機
小説版で登場。囮として飛行した模様。
MiG-29戦闘機
ロシア空軍機が小説版に登場。ムルマンスク基地に配備されていた機体が最終決戦に参加する。なお、映画版同シーンではMiG-31、もしくはMiG-25が登場していた。
P-51戦闘機
小説版で登場。避難民の青年が搭乗し、囮として飛行した模様。
AH-64攻撃ヘリコプター
小説版で登場。エイリアンとの意思疎通に電光掲示板をぶら下げて飛行するも、撃墜される。
F-111戦闘爆撃機
小説版で登場。チェコ、ホンジュラス、ナイジェリアからの訓練生が搭乗していた。単座型機と誤表記されていた。
ミグ（機種不明）
小説版で登場。朝鮮戦争に参戦した老人が搭乗する。囮として飛行した模様。
F-5戦闘機
映画版ラストシーンに複座のB型、もしくはF型が登場。戦闘シーンはなし。
E-4空中指揮機
小説版に登場。エリア51に世界各国の空軍からの情報を中継する。
デ・ハビランド DH.82 タイガー・モス
ラッセルの所有機。主に農薬散布に使用。後述の映画NGシーンおよび小説版ではミサイルを機体に括り付け、シティ・デストロイヤーに特攻した。

### エイリアン側
バイオ・メカニカル・スーツ
エイリアンがその脆弱な肉体を保護すべく開発した、有機体で構成されたパワードスーツとも呼べる宇宙服。エイリアンの頭部から上半身までが格納されている。無骨な外骨格に覆われた、およそ2メートルを超える巨体を持ち、人間を易々と持ち上げる怪力と、喉を締め付けて声帯を操作出来る程の器用さとを兼ね備えた8本の長い触手を背中から生やしており、手足にはエイリアン同様に細長い指が3本生えている。パワードスーツではあるが耐衝撃性には劣り、殴打をされただけで内部のエイリアンは気絶してしまった。
小説版によれば、強靭な肉体を持つ別種の生物を飼育し、内臓を取り除いて改良を加えた生体外骨格とされている。正面から見たシルエットはフラットウッズ・モンスターにも見える。
マザーシップ
全長（直径）約550km、質量は月の約4分の1にも達する半円形（いわゆるUFO型）状のエイリアンたちの母船。普段、底部には50機近いシティ・デストロイヤーがマザーシップと一体構造になって装着配備されており、侵略地へ到着すると、シティ・デストロイヤーが切り離され、侵略地へと向かう。シティ・デストロイヤーやアタッカーの持つシールドの発生装置や、各円盤へのエネルギー波等もここから発せられている。ただし、地球の反対側に位置するシティ・デストロイヤーとは直接の通信は不可能で、地球の通信衛星に割り込む形で行った（このため地球では広範囲でTVの電波に乱れが生じ、デイヴィッドの職場にも苦情の電話が殺到した）。物語の最初と終盤に登場し、スティーブンとデイヴィッドの乗ったアタッカーが内部に侵入した。
内部にはアタッカーの格納庫など様々な建造物があり、エイリアンたちが隊列を成して輸送船に搭乗するなどの様子が確認され（スティーブン曰く「地球侵略の準備」）、シロアリの巣のような、ある種の都市が形成されている。アタッカー格納庫には管制員と思しきエイリアンが指揮をとっているコントロールルームのような場所がある。なお、電波通信のみならず地球のものとシステム的に似通った制御用コンピューターも備えられている模様（実は墜落したアタッカーを解析することで得た科学技術が、人類のこの半世紀の科学技術発展の源泉の一つであったことが「エリア51」で語られる）。
シティ・デストロイヤー
直径約24kmの巨大な円盤。エイリアンの主力艦であり、通常はマザーシップの下部に格納されている。世界各国の主要都市に飛来し、主砲の一撃で多くの大都市を壊滅させた。船全体が不可視の強力なシールドで防御されており、核兵器ですらそれを突破することは不可能である。アタッカーを多数搭載しているが正確な数については不明。終盤でシールドが取り払われるが、その巨大さゆえ戦闘機のミサイル程度では有効なダメージを与える事は出来ず、弱点である艦底部の主砲も通常は分厚い装甲板で防御･隠蔽しているため、殲滅は極めて困難である。
劇中では、アメリカに侵攻した円盤は発射直前の主砲にラッセルの特攻を受けて暴発し、撃墜されている。その後この弱点が世界各国に伝えられ、各地で撃墜に成功し喜びを上げる人々の姿が描写された。
アタッカー
エイリアンの主力戦闘機。楕円形をしており、前後から見るとアダムスキー型に見える。主兵装は二門のレーザー砲であり、ミサイルのような誘導兵器の装備は見られない。レーザー砲は一撃でF/A-18Aを破壊する威力を持つが連射力は低い。また小型ではあるが、ブースター等を使用することなく単独での大気圏離脱入能力があり、そのまま宇宙空間の飛行も可能である。シティ・デストロイヤー同様にシールドを持ち、これを破らなければ破壊は困難である。しかし、物理的衝撃までは防ぐことが出来ず、ミサイルが命中した際には衝撃で吹き飛ばされる描写が見られ、岩盤へ激突した場合には劇中では機能停止、小説版では大破した。シールドさえなければ、戦闘機のバルカン砲程度の火力でも撃墜する事は可能である。
エリア51の地下研究施設にて修復・分析が行われていた機体は、以前の墜落時の損傷により武装等が脱落していた。装甲等機体の一部は長年に渡って人類の技術による復元が行われていたが、エネルギーソースが不明であったことから再起動もままならず研究は半ば頓挫していた。だが、マザーシップが月の裏側に出現し、シティ・デストロイヤーが地球に到達するとエネルギーが再び供給され、再起動に成功したことで終盤の人類側の反撃のきっかけとなった。
小説版の記述ではバイオ・メカニカル・スーツと同様に別種の生物を飼育、遺伝子工学あるいは纏足の様に特別な改造を施した動物兵器であるとされている。機体の装甲板には毛穴や気門などの生体器官が多数発見されている。

## キャスト
| 役名                           | 俳優                                    | 日本語吹替     | 日本語吹替                                  | 日本語吹替 |
| 役名                           | 俳優                                    | ソフト版       | テレビ朝日版                                | 機内上映版 |
| ------------------------------ | --------------------------------------- | -------------- | ------------------------------------------- | ---------- |
| スティーブン・ヒラー大尉       | ウィル・スミス                          | 山寺宏一       | 山寺宏一                                    | 森川智之   |
| トーマス・ホイットモア大統領   | ビル・プルマン                          | 安原義人       | 古川登志夫                                  |            |
| デイヴィッド・レヴィンソン     | ジェフ・ゴールドブラム                  | 大塚芳忠       | 磯部勉                                      |            |
| マリリン・ホイットモア         | メアリー・マクドネル                    | 一城みゆ希     | 佐藤しのぶ                                  |            |
| ジュリアス・レヴィンソン       | ジャド・ハーシュ                        | 永井一郎       | 坂口芳貞                                    |            |
| ウィリアム・グレイ将軍         | ロバート・ロッジア                      | 石森達幸       | 稲垣隆史                                    |            |
| ラッセル・ケイス               | ランディ・クエイド                      | 青野武         | 宝亀克寿                                    |            |
| コンスタンス・スパノ補佐官     | マーガレット・コリン                    | 勝生真沙子     | 弘中くみ子                                  | 沢海陽子   |
| アルバート・ニムジッキ国防長官 | ジェームズ・レブホーン                  | 稲葉実         | 小島敏彦                                    |            |
| マーティ・ギルバート           | ハーヴェイ・ファイアスタイン            | 辻親八         | 渡部猛                                      |            |
| ミッチェル少佐                 | アダム・ボールドウィン                  | 水野龍司       | 寺杣昌紀                                    |            |
| ブラキッシュ・オークン博士     | ブレント・スパイナー                    | 掛川裕彦       | 牛山茂                                      |            |
| ミゲル・ケイス                 | ジェームズ・デュヴァル                  | 高木渉         | 阪口大助                                    |            |
| ジャスミン・ダブロウ           | ヴィヴィカ・A・フォックス               | 渡辺美佐       | 唐沢潤                                      |            |
| アリシア・ケイス               | リサ・ジェイカブ                        | 大坂史子       | 浜野ゆうき                                  |            |
| ディラン・ダブロウ             | ロス・バグレー                          | くまいもとこ   | 矢島晶子                                    |            |
| パトリシア・ホイットモア       | メイ・ホイットマン                      | こおろぎさとみ | 永迫舞                                      |            |
| ワトソン大尉                   | ビル・スミトロヴィッチ                  | 岩田安生       | 緒方愛香                                    |            |
| ティファニー                   | カースティン・ウォーレン                | 深水由美       | 金野恵子                                    |            |
| ジミー・ワイルダー大尉         | ハリー・コニック・Jr                    | 古澤徹         | 松本保典                                    |            |
| トロイ                         | ジュゼッペ・アンドリュース              | くまいもとこ   | 亀井芳子                                    |            |
| ドクター・アイザック           | ジョン・ストーレー                      | 星野充昭       | 谷昌樹                                      |            |
| テディ                         | フランク・ノバック                      | 岩田安生       | 谷昌樹                                      |            |
| オークン博士の助手             | リーランド・オーサー                    | 落合弘治       | 石井隆夫                                    |            |
| 大統領補佐官                   | マイロン・E・ウィリス                   | 水野龍司       | 寺杣昌紀                                    |            |
| 大統領補佐官                   | ロス・レイシー                          | 伊藤栄次       | 小森創介                                    |            |
| アレックス                     | デヴィッド・プレスマン                  | 安井邦彦       | 松本保典                                    |            |
| 指揮官                         | ダン・ラウリア                          | 岩田安生       | 佐々木敏                                    |            |
| SETI技術者                     | ジェームズ・ウォン                      | 星野充昭       | 小森創介                                    |            |
| SETI技術者                     | トム・バリー                            | 水野龍司       | 乃村健次                                    |            |
| SETI技術者                     | ジャナ・マリー・ハップ                  | 深水由美       | 幸田夏穂                                    |            |
| グレン・パーネス               | ロバート・パイン                        | 小山武宏       | 幹本雄之                                    |            |
| 牧師                           | ランス・ハワード                        | 岩田安生       | 塚田正昭                                    |            |
| 青年                           | アンドリュー・キーガン                  | 高瀬右光       | 小森創介                                    |            |
| 本人                           | エレノア・クリフト                      | 定岡小百合     | 彩木香里                                    |            |
| エイリアンの声                 | ゲイリー・ヘッカー フランク・ウェルカー | 掛川裕彦       | 牛山茂                                      |            |
| 役不明又はその他               | N/A                                     | -              | 松下惇 伊藤栄次                             | 藤生聖子   |
|                                |                                         |                |                                             |            |
| 演出                           |                                         | 松岡裕紀       | 福永莞爾                                    |            |
| 翻訳                           |                                         | 石原千麻       | 平田勝茂                                    |            |
| 調整                           |                                         | 蝦名恭範       | 山田太平                                    |            |
| 効果                           |                                         |                | リレーション                                |            |
| 制作                           |                                         | ACクリエイト   | ムービーテレビジョン                        |            |
| 初回放送                       |                                         |                | 1999年10月10日 『日曜洋画劇場』 21:00-23:39 |            |

- ソフト版：特別版（エクステンデッド版）では同一キャストで追加録音してノーカット収録。
- テレビ朝日版：劇場公開版をベースに吹き替えたものをノーカット放送。

※20世紀フォックス ホーム エンターテイメント ジャパンの「吹替の帝王」シリーズ第12弾として、上記のソフト版とテレビ朝日版の2種類の吹替版を収録したBlu-ray Disc「インデペンデンス・デイ 〈日本語吹替完全版〉 コレクターズ・ブルーレイボックス」が2016年6月3日に発売。特典としてソフト版とテレビ朝日版吹替台本のレプリカ2冊と両バージョンでスティーブン・ヒラー大尉の声を務めた山寺宏一とテレビ朝日版でトーマス・ホイットモア大統領の声を務めた古川登志夫のインタビュー集が付属している。

## 地上波放送履歴
| 回数 | 放送日時       | 放送局     | 番組名             | 放送時間    | 吹替版       | 視聴率 |
| ---- | -------------- | ---------- | ------------------ | ----------- | ------------ | ------ |
| 1    | 1999年10月10日 | テレビ朝日 | 日曜洋画劇場       | 21:00-23:39 | テレビ朝日版 | 22.4%  |
| 2    | 2001年1月13日  | フジテレビ | ゴールデン洋画劇場 | 20:00-22:54 | テレビ朝日版 | 26.0%  |
| 3    | 2003年1月10日  | 日本テレビ | 金曜ロードショー   | 21:03-23:39 | テレビ朝日版 | 17.3%  |
| 4    | 2004年3月6日   | フジテレビ | プレミアムステージ | 21:00-23:24 | テレビ朝日版 | 18.3%  |
| 5    | 2006年1月6日   | TBS        | 新春映画スペシャル | 21:00-22:54 | テレビ朝日版 | -      |
| 6    | 2008年8月30日  | フジテレビ | 土曜プレミアム     | 21:00-23:10 | テレビ朝日版 | 16.4%  |
| 7    | 2009年12月20日 | テレビ朝日 | 日曜洋画劇場       | 21:00-23:24 | テレビ朝日版 | 11.6%  |
| 8    | 2013年6月21日  | 日本テレビ | 金曜ロードSHOW!    | 21:00-22:54 | テレビ朝日版 | 13.4%  |
| 9    | 2017年6月10日  | フジテレビ | 土曜プレミアム     | 21:00-23:10 | テレビ朝日版 | 9.4%   |
| 10   | 2019年5月25日  | フジテレビ | 土曜プレミアム     | 20:00-23:10 | ソフト版     | 7.4%   |

## スタッフ
- 監督 - ローランド・エメリッヒ
- 脚本 - ディーン・デヴリン、ローランド・エメリッヒ
- 撮影 - カール・ウォルター・リンデンローブ
- VFXスーパーバイザー - フォルカー・エンゲル
- 編集 - デヴィッド・ブレナー
- 音楽 - デヴィッド・アーノルド
- エイリアンデザイン - パトリック・タトプロス

## 製作
CGが導入されている本作であるが、随所でミニチュア模型による撮影を織り交ぜている。これは当時、CGよりミニチュアのほうがリアルに表現できる（特に炎などの表現）と判断されたためである。模型が使用されたのはホワイトハウスが爆破されているシーン、シティ・デストロイヤーの攻撃で炎に包まれてゆくニューヨークの街並みやF/A-18とアタッカーの追跡シーンなどである。CGにおいては、双方数百機が飛び交う空中戦のシーンで、初戦では異星人側有利、ラストのクライマックスでは地球側有利のプログラムが組まれて動きが付けられた。
ホイットモア大統領一行がワシントンD.Cから避難する際、大統領専用機へ乗り込むシーンに使われたボーイング747は1997年公開の映画『エアフォース・ワン』に使われた機体である。

## 公開・反響
アメリカ公開は1996年7月3日の予定であったが、前人気が非常に高かったため、多くの映画館では映画の物語が始まるのと同じ日付の7月2日の深夜に上映を開始した。
公開時にはメイキング映像を編集した特番も製作されており、日本ではテレビ朝日において『超話題作「インデペンデンス・デイ」徹底解剖!!』の題で放送された。
- 声の出演
  - ジェフ・ゴールドブラム（江原正士）
  - ビル・プルマン（大塚芳忠）
  - ロバート・ロッジア（筈見純）
  - ウィル・スミス（星野充昭）
  - ハリー・コニック・Jr.（喜多川拓郎）
  - マーガレット・コリン（叶木翔子）
  - ヴィヴィカ・フォックス（雨蘭咲木子）
  - メアリー・マクドネル（藤木聖子）
  - ローランド・エメリッヒ（相沢正輝）
  - ディーン・デブリン（伊藤和晃）
  - ハーヴェイ・ファイアスタイン（西村知道）
  - ナレーター（中田譲治）
- 翻訳 - 田村弥生
- EED - 星田孝
- MA - 赤松茂雄
- VTR - フォーティメンションズ スタジオ
- 録音 - アート・プラザセン

## 評価
レビュー・アグリゲーターのRotten Tomatoesでは79件のレビューで支持率は67%、平均点は6.60/10となった。Metacriticでは19件のレビューを基に加重平均値が59/100となった。
アカデミー賞では視覚効果賞を受賞。興行的にも大成功を収めた。一方で「陳腐なストーリー」という批判から第17回ゴールデンラズベリー賞最低脚本賞にノミネートされたが、こちらは受賞しなかった。パロディ作品『マーズ・アタック!』の筋回しは本作のストーリーへの揶揄となっている。
コンピュータ・ウイルスを用いて敵の宇宙船のシールドを無効化する展開に対して、『Wired News』は、「Mac上で動くウイルスをウィンドウズ系マシンで書く（あるいはその反対）ことは非常に難しい。しかもこれらは人間が作ったシステムなのだ。どのようなマシンを使ったとしても、人間が作ったコンピューターによって、テレパシーで交信するエイリアンたちが作ったコンピューターに影響を与えるようなウイルスを首尾よく書き上げる見込みは限りなく小さい。」と指摘している。

## ソフト化
DVD版では劇場公開版と特別版（=エクステンデッド版）の2バージョンがある。特別版（154分）は劇場公開版（145分）に9分間の未公開シーンを追加したもの。なお、DVDアルティメット・エディションは本編は特別版のみの収録である（低価格のDTS版も同様である）。通常のBlu-ray Disc版は劇場公開版のみのため、特別版が鑑賞できるのはDVDのみであったが、吹替の帝王シリーズ第12弾として2016年6月3日に発売されたコレクターズ・ブルーレイボックスの本編ディスクに特別版が収録される事になった。
特別版では各所に公開時にカットされたシーンが確認できる。
最終決戦においてのケイスの特攻シーンは、当初の撮影された版では、ケイスは酔っ払っているとの理由でパイロットからはずされてしまい、自分の複葉機にミサイルをロープで固定した状態で現れる。試写会でも大受けだったが、ケイスは初めから自殺（特攻）するつもりであった点と、突然の複葉機の登場が不自然であるなどの理由から変更された。このオリジナル版の映像は、DVD版の映像特典で鑑賞することができる。

## 小説版
本作で監督と脚本家を担当したエメリッヒとデブリンの著作であり、あらすじは映画とほとんど変らないが、ケイス親子の確執の原因や宇宙人に関する細かい設定など、映画だけでは目に見えない部分がうかがえる。
- 映画版では登場しない東京への攻撃も描写されており、東京都内に留まらず横浜やさいたまなど他県の都市まで被害を受けている[注 6]。「冷静に普段と変わらない日々を送ろうとしたため最も多くの死者を出した」と危機意識が低く、勤勉さが裏目に出てしまった日本人というイメージに基づいて描写されている他、非常時に破綻を来たし各駅が混乱に陥ったという形で日本の鉄道交通網の脆弱さを取り上げている[注 7]。また東京に現れたシティ・デストロイヤーは皇居の上空を待機地点としている。この他京都なども破壊されており、神戸では各国の新たな標的に選ばれた都市と同じく避難に伴う混乱と事故でエイリアンの攻撃よりも前に多数の死者が出たことが語られている。
  - （映画版での日本に関する描写は、“山岳部標準時7月4日5時を期して反攻に出る、動ける部隊は呼応されたし”の電文が全世界に向けてモールス符号で打電され、東北地方北部の航空自衛隊某基地でこれを傍受した自衛隊指揮官が「攻撃はあと5時間で始まる」と日本語で応えるシーンのみが登場する）
- 上述の通り、最終決戦のシーンにおけるケイスの描写が、映画では途中で変更されているが、小説では当初の版通り（最初から特攻を意図して複葉機で出撃）に書かれている。映画版ではケイスのアブダクションが事実だったのか妄想なのか不明瞭だったが、小説版では事実として詳細に書かれており、自らの命を賭けてエイリアンに復讐を果たしたい動機づけが明白になされている。
- 最終決戦では映画版と異なりF/A-18ではなく、格納庫にて発見された約30機のF-15が出撃している。これに加えて外国人パイロットから成るF-111戦闘爆撃機の編隊約20機や、ロシアのミグ（明確な機体名は書かれていない、映画版では航空自衛隊と同様にモールス符号の電文を受けた基地にMiG-31（思しき機体翼端形状から推定）が配備されている様子が確認できる。）、さらには第二次世界大戦で活躍したP-51などの年代モノの戦闘機まで攻撃に参加している。
- 『スターゲイト』シリーズに登場するダニエル・ジャクソン博士が、エリア51にてエイリアンの戦闘機に描かれている模様を研究していたという記述が登場する。その後、博士はアメリカ政府の別のプロジェクトに参加するため基地を去っていると書かれており、『スターゲイト』シリーズとの関連性が（遊び心程度に）示唆されている。

## 関連商品
- ゲーム版「Independence Day」

本作をもとにしたゲームがFox Interactiveによって制作され、北米版が1997年2月に、欧州版が1997年7月にそれぞれ発売された。プラットフォームはWindows 95とPlayStationおよびセガサターン。日本でもセル及びレンタル用のVHSにて最新情報としてゲーム化が告知されていたが、結局日本国内での発売は行われなかった。発売された海外版は機種互換性が無いため日本国内向けのハードではプレイすることができないが、一部が中古市場にて流通している。ゲームの詳細は「Independence Day (video game)」を参照。